# Compagnie auto-avio sahariane
Le Compagnie auto-avio sahariane (a volte riferite al singolare, come "La Compagnia") furono delle speciali unità militari del Regio Esercito, attive durante la seconda guerra mondiale ed operanti nel deserto Sahariano durante la campagna del Nordafrica. Le loro operazioni militari si svolsero in Egitto, Libia e Tunisia.

## Storia
Le Compagnie furono costituite nella seconda metà degli anni trenta per volere del governatore della libia Italo Balbo, a seguito di una riconversione delle truppe montate su dromedario (i "meharisti") in fanteria motorizzata, con il compito di svolgere operazioni di ricognizione a lungo raggio in terreno desertico. Le cinque compagnie furono riunite nel "I Battaglione sahariano", costituito  il 1º luglio 1937 e assegnato al Comando truppe Sahara Libico di Cufra della Guardia alla frontiera.
Durante la campagna del Nordafrica della seconda guerra mondiale furono impegnate in ruoli esploranti, di ricognizione e controricognizione, spesso in contrapposizione alle analoghe unità britanniche dell'LRDG.
Le compagnie erano composte da soldati esperti (gli "arditi camionettisti"), operanti a bordo di autoblindo AB41 e di camionette FIAT e Lancia (Fiat-SPA AS37, SPA-Viberti AS42 e Fiat 634), specificamente adattate al contesto desertico, e munite di mitragliatrici pesanti, cannoncini leggeri da 47 mm e 65 mm, e cannoncini antiaerei Breda 20/65 Mod. 1935.
Nel 1940, all'inizio delle ostilità, quattro compagnie furono aggregate al Raggruppamento sahariano "Maletti" e furono distrutte con esso nella battaglia di Nibeiwa. Furono rimpiazzate da cinque compagnie di nuova costituzione, agli ordini del tenente colonnello Della Valle, assegnate al Raggruppamento sahariano "Mannerini". La 1ª Compagnia fu dislocata a Gialo, la 2ª a Cufra, la 3ª ad Hon, la 4ª a Gadames e la 5ª a Ghat.
In quella zona desertica della Libia italiana si ebbe uno scontro tra la 2ª Compagnia e gli inglesi alla fine di gennaio 1941 a Jebel Sherif.
In questo scontro vittorioso avvenuto nella valle dello Jebel Sherif, gli inglesi dell'LRDG ebbero un uomo ucciso e due catturati, incluso il maggiore Clayton, oltre ad accusare la distruzione di tre unità da combattimento mobili. Gli italiani ebbero tre morti e tre feriti I quattro inglesi superstiti scapparono a piedi nel deserto libico fino al Nilo. Al maggiore Clayton fu conferita la medaglia del Distinguished Service Order.
Le Compagnie auto-avio sahariane continuarono ad affrontare il LRDG nel 1941 e 1942, attuando anche un'incursione in Egitto sotto gli ordini di Del Pozzo.
Verso il termine della campagna d'Africa, nel 1943, i mezzi rimanenti seguirono le sorti dello schieramento italiano prendendo parte alla campagna di Tunisia, dove parteciparono a scontri nell'area di Mareth (Operazione Pugilist), fino alla resa definitiva delle forze dell'Asse nel teatro africano.

## Organizzazione
La compagnia auto-avio sahariana prevista da Balbo era composta da personale misto, italiano e libico, ognuna con in organico:
- squadra comando
- squadra collegamenti
- un plotone meharisti
  - due buluc
- un plotone auto-sahariano
  - squadra comando
  - sezione mitragliatrici d'accompagnamento (2 pezzi)
  - due buluc
- sezione aeroplani (3 Caproni Ca.309)
- plotone libico appiedato

Il numero di Compagnie attive variò tra le 3 e le 5 nel corso della guerra, ognuna delle quali dotata di circa 20-30 camionette armate. Ogni compagnia era anche autonomamente dotata di 3 aerei Caproni Ca.309 "Ghibli" da ricognizione della Aviazione Sahariana della Regia Aeronautica.
Nel 1940 l'organizzazione fu rivista e modernizzata. L'organico fu stabilito in 4 ufficiali, 7 sottufficiali e 32 soldati nazionali e 77 àscari libici, dotati di 16 autocarri sahariani Fiat-SPA AS37 e 3 autocarri pesanti Fiat 634. Il nuovo reparto era formato da:
- plotone comando
- due plotoni fanteria motorizzati
- plotone mitraglieri motorizzato

Il plotone comando era dotato di un AS37 attrezzato di radio per comunicare con gli aeroplani dell'Aviazione Sahariana.
La pianta organica venne nuovamente rivista nel 1942. Ogni compagnia era formata da 5 ufficiali, 3 sottufficiali e 2 soldati italiani e da 133 libici. La dotazione di mezzi comprendeva 7 camionette desertiche AS37 e Fiat-SPA AS42 "Sahariana" e 10 autocarri Lancia 3Ro, mentre il nuovo organigramma prevedeva:
- un plotone fanteria motorizzato
- un plotone mitraglieri motorizzato
- un plotone cannoni da 20/65 motorizzato
- un plotone cannoni controcarro da 47/32 motorizzato

## Armi e mezzi

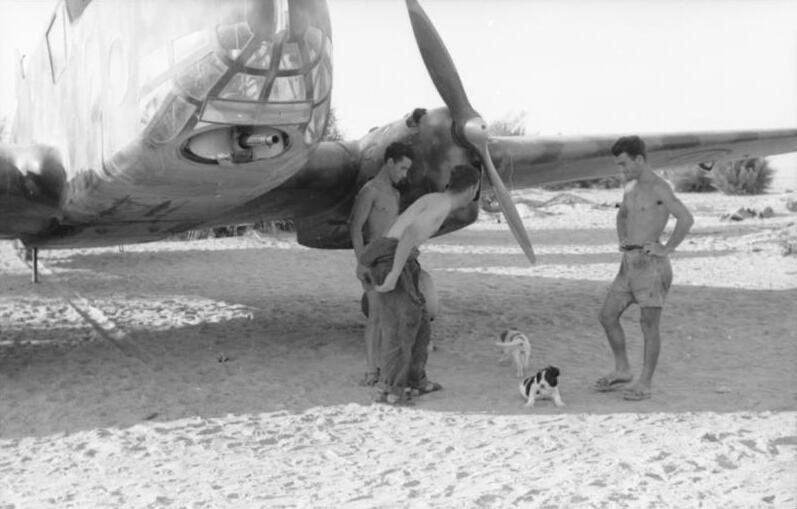
Caproni Ca.309 in Libia

Il raggruppamento disponeva delle stesse armi personali e di reparto della normale fanteria italiana, con l'importante differenza che i pezzi da accompagnamento erano montati su installazioni brandeggiabili sui cassoni delle camionette e degli autocarri. Si trattava del Breda 20/65 Mod. 1935, nata come arma contraerea ma rivelatasi ottima nel ruolo anticarro e antipersonale. La copertura anticarro era garantita dai cannoni 47/32 Mod. 1935 e dai fuciloni Solothurn S-18/1000.
La completa motorizzazione rendeva il raggruppamento una positiva eccezione tra i reparti del Regio Esercito. Oltre all'autocarro leggero a trazione integrale Fiat-SPA AS37 ed ai pesanti Fiat 634 e Lancia 3Ro, utilizzati sia per il trasporto di materiali e truppe sia come semoventi per le armi, spiccavano le camionette desertiche appositamente progettate per questo tipo di guerra, ovvero la Camionetta Desertica AS37 e soprattutto la Fiat-SPA AS42 "Sahariana", armate con mitragliera o cannone 47/32, fucilone controcarro o fino a tre mitragliatrici Breda Mod. 37.
Assolutamente eccezionale e rivoluzionaria era invece l'assegnazione organica ad ogni compagnia dei Caproni Ca.309 "Ghibli", bimotori da ricognizione e bombardamento leggero, armati di due mitragliatrici Breda-SAFAT ed una mitragliatrice Lewis da 7,7 mm. I "Ghibli" dell'Aviazione Sahariana operarono in Libia fino al febbraio 1942, quando gli ultimi 27 esemplari rientrarono in patria, lasciando un unico esemplare a combattere la campagna di Tunisia.

## Ordine di battaglia

### 1937
- Comando truppe Sahara Libico
  - I Battaglione Sahariano
    - Reparto Comando
    - Compagnia Sahariana "Cufra"
    - Compagnia Sahariana "Gialo"
    - Compagnia Sahariana "Hon"
    - Compagnia Sahariana "Sebha"
    - Compagnia Sahariana "Garian"

### 1940
- Raggruppamento Sahariano "Maletti"
  - I Battaglione Sahariano
    - Compagnia auto-avio sahariana "Hon"
    - Compagnia auto-avio sahariana "Gialo"
    - Compagnia auto-avio sahariana "Murzuch"
    - Compagnia auto-avio sahariana "Cufra"

### 1941
- Raggruppamento Sahariano "Mannerini"
  - 1ª Compagnia auto-avio sahariana (Gialo)
  - 2ª Compagnia auto-avio sahariana (Cufra)
  - 3ª Compagnia auto-avio sahariana (Hon)
  - 4ª Compagnia auto-avio sahariana (Gadames)
  - 5ª Compagnia auto-avio sahariana (Ghat)